# Márcio Rosa
Márcio Salomão Brazão Rosa (ur. 23 lutego 1997 w Prai) – kabowerdyjski piłkarz grający na pozycji bramkarza. Od 2023 jest zawodnikiem klubu Anadia FC.

## Kariera klubowa
Swoją piłkarską karierę Rosa rozpoczynał w juniorach takich klubów jak: EPIF (2005-2013), Kumunidade (2013-2014), Real SC (2014-2015) i GD Chaves (2015-2016) W 2016 roku został zawodnikiem pierwszego zesopłu Chaves, jednak nie zadebiutował w nim. W sezonie 2016/2017 był z niego wypożyczony do CDC Montalegre, a w 2018 przeszedł na stałe do tego klubu. W latach 2018–2021 był zawodnikiem drugoligowego CD Cova da Piedade. W 2021 wrócił do CDC Montalegre.
| Sezon   | Klub               | Kraj       | Rozgrywki       | Mecze | Gole |
| ------- | ------------------ | ---------- | --------------- | ----- | ---- |
| 2016/17 | CDC Montalegre     | Portugalia | Segunda Divisão | 25    | 0    |
| 2017/18 | GD Chaves          | Portugalia | Primeira Liga   | 0     | 0    |
| 2017/18 | CDC Montalegre     | Portugalia | Segunda Divisão | 3     | 0    |
| 2018/19 | CD Cova da Piedade | Portugalia | Segunda Liga    | 0     | 0    |
| 2019/20 | CD Cova da Piedade | Portugalia | Segunda Liga    | 0     | 0    |
| 2020/21 | CD Cova da Piedade | Portugalia | Segunda Liga    | 1     | 0    |

## Kariera reprezentacyjna
W reprezentacji Republiki Zielonego Przylądka Rosa zadebiutował 3 czerwca 2018 w zremisowanym 0:0 towarzyskim meczu (i wygrana w serii rzutów karnych 4:2) z Andorą, rozegranym w Cova da Piedade. W 2022 roku został powołany do kadry na Puchar Narodów Afryki 2021. Na tym turnieju rozegrał dwa mecze: grupowy z Etiopią (1:0) i w 1/8 finału z Senegalem (0:2).